# 烏賀陽然良
烏賀陽 然良（うがや しかよし、1876年（明治9年）6月18日 - 1946年（昭和21年）3月11日）は、日本の法学者。
専門は民法および商法（特に海商法）。学位は法学博士。京都帝国大学名誉教授。第16代京都帝国大学法学部長。族籍は京都府平民。正三位勲二等受賞者。雅号は旭山人又は都水。

## 経歴
京都府京都市出身（本籍地は京都府京都市上京区）。烏賀陽然冏（または恒正）の長男として生まれる。
1884年（明治17年）家督を相続する。京都市立小川小学校、1899年（明治32年）第四高等学校（旧制）卒業を経て、1903年（明治36年）京都帝国大学法科大学法律科を卒業。
1904年（明治37年）に神戸高等商業学校講師となり、1906年（明治39年）から1920年（大正9年）まで同教授を務める。この間、1910年（明治43年）から1913年（大正2年）までドイツ、フランス、オランダの各国へ留学。
1919年（大正8年）4月法学博士の学位を授与される。同年に京都帝国大学教授を兼任となり商法第二講座担任、翌1920年（大正9年）から京大の専任となる。1922年（大正11年）から海商法講座を担任。
1929年（昭和4年）京都帝国大学法学部長に就任。1933年（昭和8年）に起きた滝川事件では、一旦辞表を提出したものの撤回し、末広重雄ら6人と共に残留組となった。1936年（昭和11年）6月退官する。
1937年（昭和12年）1月京都帝国大学名誉教授。1946年（昭和21年）3月11日、脳溢血のため京都市内の自宅で死去。満69歳没。

## 人物
趣味は囲碁。

## 家族・親族
- 父・然冏（または恒正）（1822年（文政5年）3月生）[5]
- 母・ヂウ（1847年（弘化4年）9月生）[5]
京都、村上作兵衛の六女[3][5]。
- 妻・たつ（1882年（明治15年）1月生）
京都、福田吉十郎の次女[3]。
- 長男・恒正（1901年（明治34年）1月28日生）
京都大学法学部卒[3]。横浜正金銀行元行員[3][8]。江商（現：兼松）元取締役[8]。東京皮革元社長[8]。
- 長男の妻・貞子（1905年（明治38年）6月10日生）
松山高等女学校（現：愛媛県立松山南高等学校）卒[3]。愛媛、小田清一の姉[3]。
  - 孫・正弘（1932年（昭和7年）3月17日生）  
恒正の長男[8]。京都大学法学部卒[8]。ライター。東洋レーヨン（現：東レ）元勤務[8]。
    - 曽孫・弘道（1963年（昭和38年）1月8日生）
正弘の息子。京都大学経済学部卒。ジャーナリスト。朝日新聞社元勤務。
- 長女・幸子（1903年（明治36年）2月生） 
徳島県、東京高等裁判所判事を務めた濱田潔夫の妻[9][10]。
- 次男・良彦（1906年（明治39年）7月生）
京都一中（現：京都府立洛北高等学校）卒[3]。のちブラジルサンパウロ州に移民[11]。海外興業副支配人[12]。ブラジルコーヒー鑑定人[3]。
- 次男の妻・ミサヲ（1909年（明治42年）11月生）
松山高等女学校（現：愛媛県立松山南高等学校）卒[3]。愛媛、田中伸一の次女[3]。
- 三男・重徳（1908年（明治41年）10月7日生） 
同志社大学法学部卒[3]。山口銀行元取締役[13]。
- 三男の妻・操（生年不明）
京都府立一女（現：京都府立鴨沂高等学校）卒[3]。
- 四男・忠純（1914年（大正3年）6月生）
膳所中学校（現：滋賀県立膳所高等学校）卒[3]。ブラジルパラナ州で農業経営[3][14]。
- 四男の妻・澄江（1915年（大正4年）5月生）[3]
- 五男・英彰（1916年（大正5年）8月生）[5]
- 六男・豊（1918年（大正7年）10月生） 
京都府、寺田喜三郎の養子[9]。
- 七男・博嗣（1919年（大正8年）12月生）
同志社高等商業学校（現：同志社大学商学部）卒[3]。協和鋳造所元代表取締役社長[15]。石田大成社（現：ITP）元取締役[16]。
- 八男・和之（1922年（大正11年）4月9日生）
立命館大学法文学部卒[3][17]。元産業経済新聞大阪本社印刷局次長兼元印刷管理部長[17]。内外紙業元取締役[18]。

## 著作
- 『法学綱要 : 商業教育』（安孫子勝と共著、宝文堂、1910年）
- 『債権総論綱要 上』（巖松堂書店、1924年）
- 『商法要論 第1〜3巻』（弘文堂書房、1924・1926・1928年）
- 『商法総論』（弘文堂書房、1932年）
- 『会社法』（弘文堂書房、1933年）
- 『手形法』（弘文堂書房、1934年）
- 『商行為法』（弘文堂書房、1935年）
- 『商法研究 第1〜4巻』（有斐閣、1936年）
- 『海商法論 改訂』（弘文堂書房、1937年）